# Język meoswar
Język meoswar, także war – język austronezyjski używany w indonezyjskiej prowincji Papua Zachodnia, przez niewielką grupę ludności na wyspie Meoswar. Według danych z 1993 roku posługuje się nim 250 osób. Jest blisko spokrewniony z językiem biak.